# بيت غراي (ناشط سلام)
بيت غراي (بالإنجليزية: Pete Gray)‏ هو ناشط سلام أسترالي، ولد في 10 مايو 1980 في نيوكاسل في أستراليا، وتوفي في 30 أبريل 2011 بسبب سرطان القولون.